# 足利義輝
足利 義輝（あしかが よしてる、1536年3月31日〈天文5年3月10日〉- 1565年6月17日〈永禄8年5月19日〉）は、室町幕府の第13代征夷大将軍（在職：1547年1月11日〈天文15年12月20日〉 - 1565年6月17日〈永禄8年5月19日〉）。初名は、義藤（よしふじ）。

## 生涯

### 少年期と将軍就任

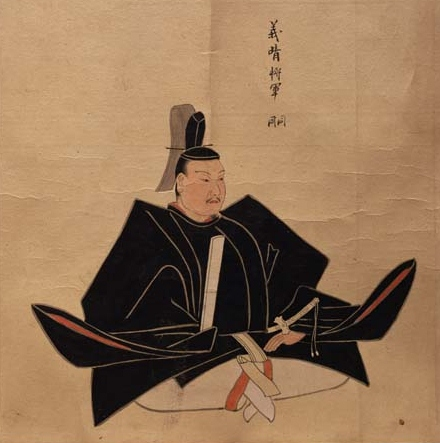
足利義晴像（古画類聚）

天文5年（1536年）3月10日、室町幕府の第12代将軍・足利義晴の長男として、東山南禅寺で誕生した。母は近衛尚通の娘・慶寿院。幼名は菊幢丸（きくどうまる）と名付けられた。
将軍と御台所の間に生まれた男子は足利義尚以来であり、摂関家出身の女性を母に持つ将軍家の男子は菊幢丸が初めてであった。
誕生直後、父の義晴が近衛尚通に頼んだ結果、菊幢丸はその猶子となった。尚通は未来の将軍の外祖父になれたことを喜び、菊幢丸の誕生を「祝着極まりなきものなり」と日記に記している。
この頃の幕府では、父・義晴と管領の細川晴元が互いの権威争いで対立し、義晴は戦をするたびに敗れて近江国坂本に逃れ、菊幢丸もそれにたびたび従った。その後も父とともに、京都への復帰と坂本・朽木への脱出を繰り返した。また、それまでの将軍家の嫡男は政所頭人である伊勢氏の邸宅で育てられる慣例であったが、菊幢丸は両親の手元で育てられた。
天文15年（1546年）7月27日、菊幢丸は朝廷より、義藤の諱を与えられた。また、同年11月19日には朝廷から将軍の嫡子が代々任じられてきた左馬頭に任じられた。これらは全て、父・義晴が朝廷に依頼し、実現したものであった。
同年12月19日、義藤の元服が執り行われた。元服式は近江坂本の日吉神社（現日吉大社）祠官・樹下成保の第で行われ、六角氏の当主・六角定頼が烏帽子親となった。将軍の烏帽子親は管領が務める慣例になっていたが、義晴は定頼を管領代に任じて元服を行った。
だが、管領ではない定頼に烏帽子親を務めさせたことは、晴元の管領としての権威を否定するものであった（そもそも、晴元は管領に任じられていなかったとする説もある）。なお、遊佐長教が細川氏綱を烏帽子親にするように求めて定頼に阻止されたりするなど、当時の流動的な政治背景を元に晴元の舅である定頼を烏帽子親にしたとする見方もある。定頼自身は義晴から烏帽子親になるように命じられ、何度も固辞したものの、義晴は辞退を許さなかったという。
翌20日、将軍宣下の儀式が行われ、義藤はわずか11歳にして父から将軍職を譲られ、正式に第13代将軍となった。このとき、京都より赴いた朝廷からの勅使が坂本に到着し、将軍宣下を行った。また、長教がこの儀式で重要な役割を果たしており、6千疋を献上している。
一連の行動は、父・義晴がかつての先例に倣ったものであったされ、その先例を息子にも踏襲させようとした可能性が指摘されている。義晴は大永元年（1522年）12月に当時11歳で元服・将軍宣下を行ったことに加え、自身が健在なうちに実子に将軍の地位を譲ってこれを後見する考えがあったとされる。また、朝廷は義晴がこのまま政務や京都警固の任を放棄することを憂慮し、引き留めの意図を含めて、義藤の将軍宣下の翌日に義晴を右近衛大将に急遽任じている。
同月の末、義藤は父・義晴とともに坂本を離れ、京の東山慈照寺に戻った。義藤はその直後より、将軍としての活動を開始した。
天文16年正月、細川氏綱の有力武将で京都を任せられていた細川国慶が、公家らから地子銭を横領し、被害にあった公家らが怒ったために騒動が起きた。11日に騒動は収まったかのように見えたが、義藤は国慶を将軍の「御敵」とし、「成敗すべし」との号令を下した。国慶は義藤に謝罪したが、義藤はこれを許さず、窮した国慶は京の郊外・高雄に出奔した。
正月26日、義藤は父・義晴とともに内裏に参内して、後奈良天皇に拝謁し、賀事を献じた。その際、義藤は六角氏の兵3千を率いて洛中を行進し、その武威を示した。

### 細川晴元との戦い
父・義晴は没落気味であった細川晴元と決別し、細川氏綱と手を結んだが、晴元も黙ってはいなかった。晴元は報復として、阿波で庇護していた義晴の兄弟・足利義維を擁立した。晴元は義晴を決別するまで支援しつつも、一方で義維を庇護するという、「ねじれた関係」を持っていた。
だが、この事態は六角定頼を悩ませた。定頼にとって、義晴は晴元とともにそれまで支えてきた同志であり、義藤もまた自身が烏帽子親を務めた人物だった。一方の晴元もまた、自身の娘婿であり、近しい存在であった。もし、定頼が晴元に味方すれば、それは義藤の将軍としての権威を否定し、義維を将軍として認めることに繋がった。
そのため、定頼は義晴・義藤父子と晴元を和解させようとした。その一環として、大坂の石山本願寺に嫁ぐことが内定していた晴元の娘を、義藤の御台所にしようと画策した。だがこの話は強引すぎたため、うまくいかなかった。その間にも、義晴・義藤と晴元の関係が悪化し、晴元は各地で氏綱派を打ち負かし、京へと迫った。
3月29日、義藤と義晴は身の危険を感じ、北白川に建設していた将軍山城へ逃げ、ここに籠城した。そして、晴元との対決姿勢を鮮明にしたため、定頼は両者の板挟みになって窮した。
7月12日、義藤と義晴の籠城する将軍山城は、定頼と晴元の大軍に包囲された。定頼は父子に対して、晴元との和解を強いた。定頼の背反により、父子は為す術を失い、全面的にその要求を受け入れざるを得なくなった。
7月19日、義藤と義晴は将軍山城に火を放ち、城を出て近江坂本に向かった。だが、29日に定頼の仲介のもと、晴元と坂本で和睦した。このとき、義藤は晴元と面会したが、義晴は晴元と面会しなかった。他方、この和解により、晴元の支援していた足利義維は立場がなくなり、同年12月に堺から四国へと戻った。
天文17年4月、定頼は大和に入り、氏綱派の遊佐長教と面会し、晴元派と氏綱派の和解を取り付けた。これにより、細川一門の騒擾は収まり、畿内の政情も安定した。そのため、6月17日に義藤と義晴は坂本から京へと戻り、今出川御所に入った。

### 三好長慶との戦い

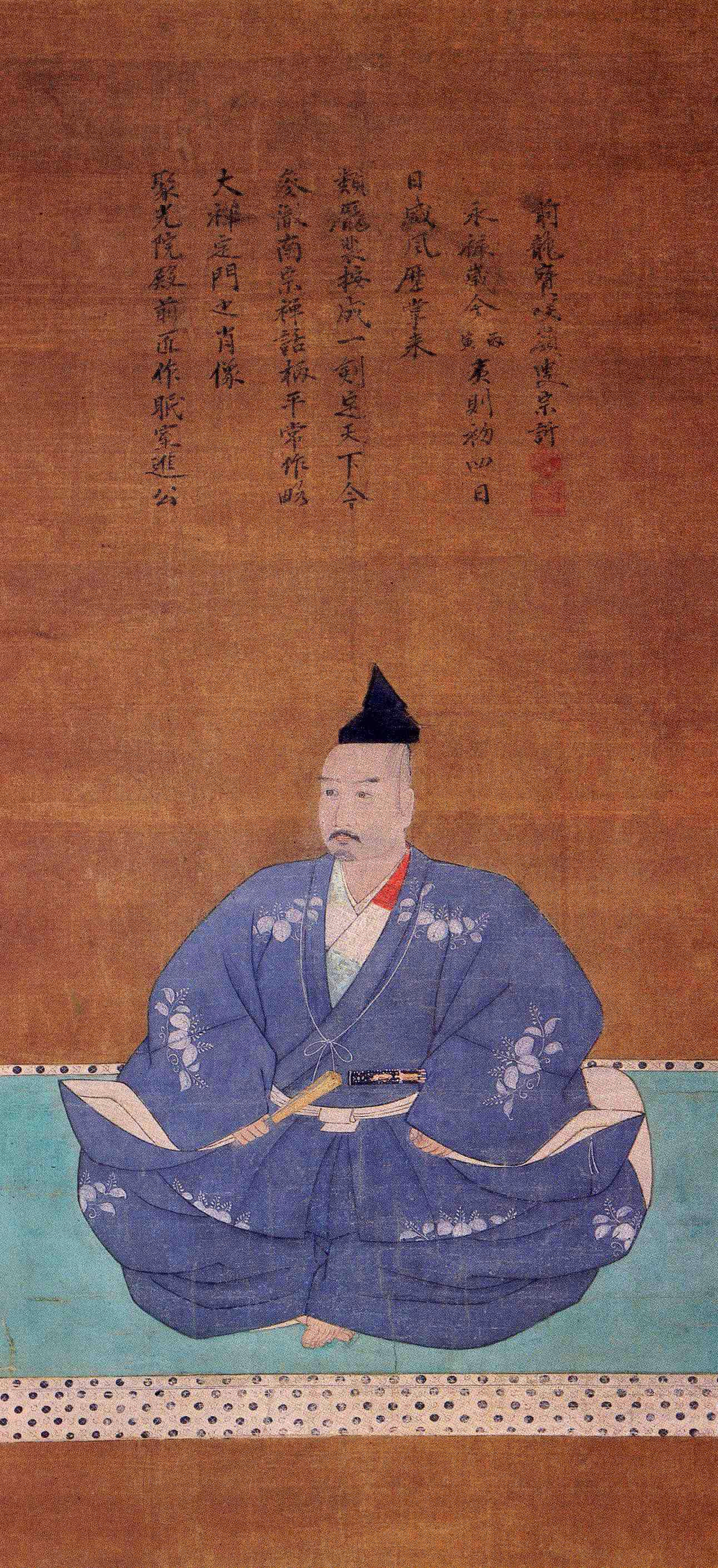
三好長慶像（聚光院所蔵）

ところが、細川晴元の家臣で、畿内に一大勢力を築きつつあった三好氏の当主・三好長慶が晴元を裏切って、細川氏綱の陣営に転属した。その理由としては、晴元が同族の三好政長を重用し、長慶を討伐しようとしたため、主君によって「逆臣」とされてしまったことにあった。
天文18年（1549年）6月24日、長慶は摂津江口で政長を破り、討ち取った（江口の戦い）。これにより、政長を支援していた晴元の立場が悪くなり、同月28日に義藤と義晴は晴元に伴われ、近衛稙家や久我晴通などとともに京都を脱出し、六角定頼を頼り、近江坂本へ退避した。
京都を離れる際、義藤は今出川御所の近傍にあった相国寺に御所の留守を命じ、相国寺は上意を受け、御所の留守番を昼夜果たした。この時期、義藤自らが御内書を発給し始めているが、まだ若年ということもあり、大御所である義晴の存命中は義晴名義の、その没後は生母である慶寿院が御内書を発給している例がある。
7月19日、長慶が氏綱を奉じて、上洛を果たした。義藤方に打撃を与えるため、松永久秀の弟・松永長頼 （内藤宗勝）は氏綱に与えられたと称して、山科七郷を横領した。また、長頼は今村慶満とともに、義藤配下の進士氏の所領である石田・小栗栖も押さえた。長慶の弟・十河一存もまた、伏見宮家領の上三栖庄を押さえるなど、三好方は京都の荘園を次々に押さえた。
義藤としてはすぐに帰京できるという考えを持っていたが、晴元と長慶の戦いは決着がつきそうになかった。そのうえ、同年暮れから義晴が「水腫張満」という全身がむくんだ状態の病に臥し、翌天文19年（1550年）正月になっても改善しなかった。義藤は父のためにすぐにでも京に戻ろうと考え、晴元とともに三好方への反撃の準備を開始した。
2月、義藤は義晴とともに、東山の慈照寺の近くに中尾城を築いた。また、3月7日には坂本を出て、穴太に進んだ。次いで、4月には京と近江を結ぶ北白川にも城塞を築いた。
5月4日、義晴が穴太にて死去した（『万松院殿穴太記』）。 この時、義藤は穴太から比叡辻の宝泉寺に後退していたため、その葬儀に立ち会うことはなかった。義藤は宝泉寺を御座所とし、細川晴元や六角定頼と連携しつつ、反撃の機会を待った。
7月8日、義藤らが吉田や北白川に進出すると、14日に長慶は山崎に本陣を置き、弟の十河一存に全軍を率いさせ、京の東郊外に進ませた。晴元や六角諸将は迎撃の陣を敷き、三好長逸・長虎父子ら三好勢と一条で戦闘になった。この戦いで、長虎の与力が鉄砲にあたって死んだと『言継卿記』に記録されていることから、義輝方にも鉄砲が末端にまで実戦配備されていたことがわかる。
だが、細川勢らは戦意に乏しく、京の東郊外から出撃せず、晴元も戦わずに戦線を離脱し、8月3日には越前の朝倉氏のもとに向かった。そのため、この戦いを見物していた京都の諸人らは、晴元の軍勢を罵り、義輝方に地子銭の支払いを拒否した。他方、三好勢は細川・六角勢が出撃してこなかったことを受けて、山崎へと撤退した。
11月19日、準備を整えた三好勢4万が京へとなだれ込み、細川・六角勢は応戦したものの、三好勢に敗退した。義藤も中尾城で指揮を取っていたが、同月21日に三好勢が押し寄せてきたため、中尾城を自焼して、近江堅田へと逃れた（中尾城の戦い）。

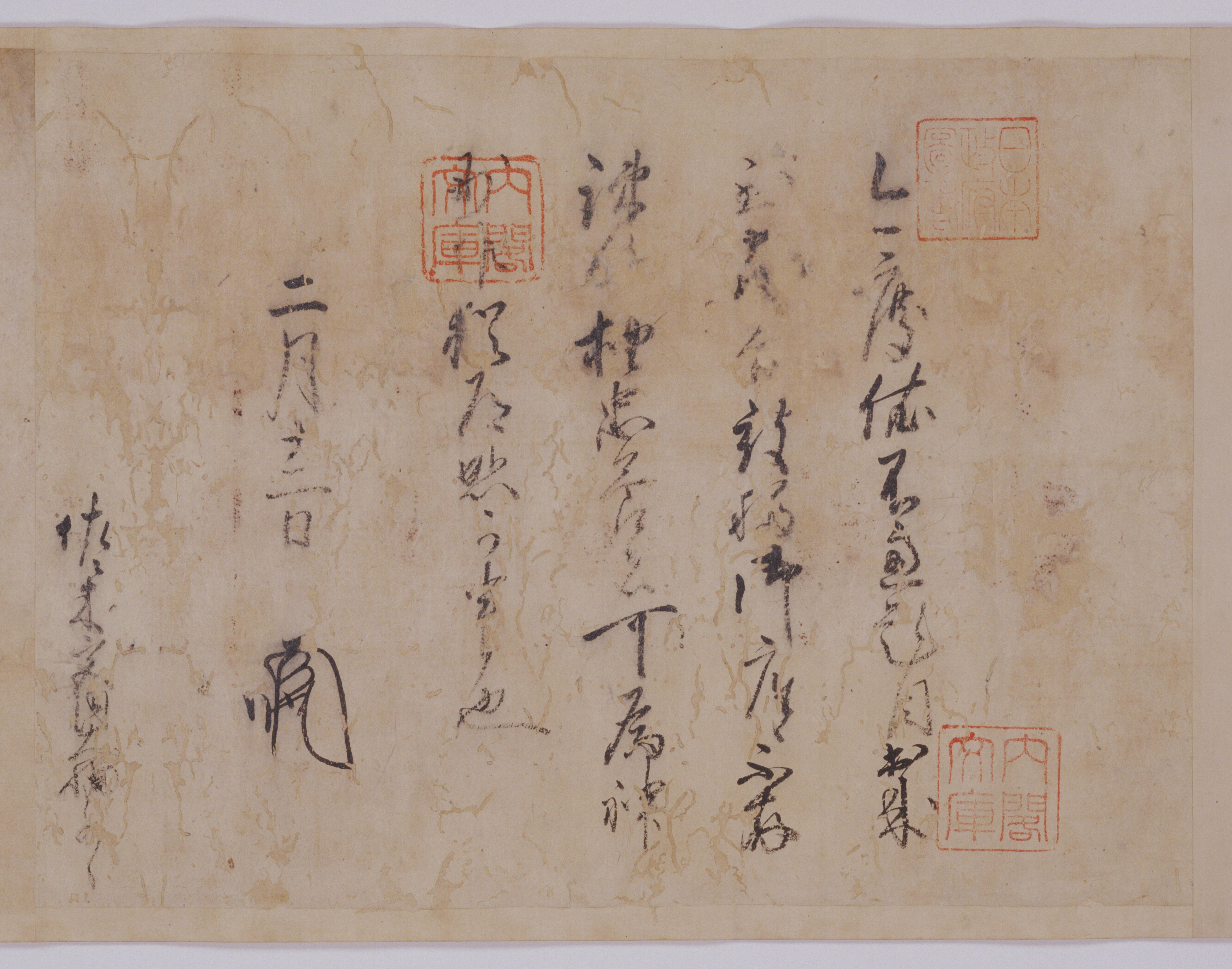
朽木へ移った義輝が朽木晴綱に対して、忠節を尽くすよう求めた天文20年2月12日付の御内書（国立公文書館蔵）

天文20年（1551年）1月末、政所頭人である伊勢貞孝が義藤を強引に京に連れ戻して、三好方との和睦を図ろうとするが失敗した。だが、貞孝は奉公衆の進士賢光らを連れて、30日に京に戻り、三好方に離反した。これを知った六角定頼の勧めにより、2月10日に義藤は朽木へ移った。
3月14日、京都の貞孝の屋敷において開かれた宴会において、進士賢光が長慶を3度にわたって刀で切りつけた。だが、賢光による暗殺劇は長慶に軽い傷を負わす程度に終わってしまい、賢光はその場で自害した。これは義藤が貞孝の屋敷に長慶が呼ばれるとの情報を得て、進士賢光を伊勢邸で行われた宴席に潜入させ、長慶を暗殺しようと目論んだものであった。
翌15日、三好政生（宗渭）や香西元成ら幕府軍が丹波の宇津から出撃し、東山一帯を焼き払ったが、16日には三好長虎ら率いる三好軍2万がこれを撃退した。長慶暗殺未遂事件とこの幕府軍の京都攻めは明らかに連動したものであり、義藤の策動であったと考えられる。
5月5日、親長慶派の河内守護代・遊佐長教が時宗の僧侶・珠阿弥に暗殺された。だが、珠阿弥は「敵人」に買収されていたといわれ、この事件も義藤の仕業とされるなど、畿内に不穏な空気が漂った。
7月、三好政生や香西元成を主力とした幕府軍3千が再び、京の奪回を図って侵入した。だが、松永久秀とその弟・松永長頼率いる4万の軍勢によって、相国寺で破られた（相国寺の戦い）。このとき、両軍の放火によって、相国寺の塔頭や伽藍が悉く焼失した。
9月、長慶の弟である三好実休と安宅冬康が東寺に禁制を発給していることから、両軍が京都南郊に展開していたと考えられる。

### 長慶との和解・決別

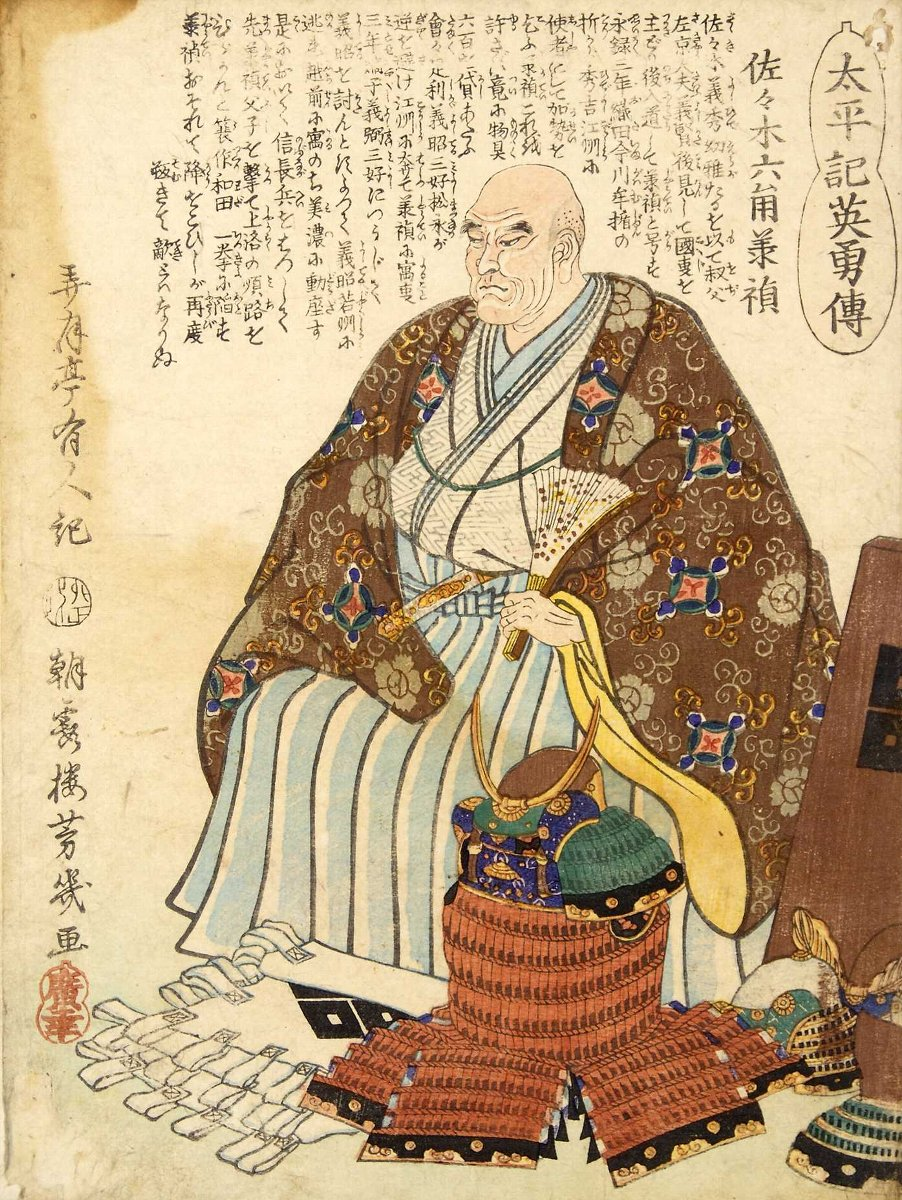
六角義賢（承禎）像（落合芳幾画）

天文21年（1552年）1月、六角定頼が死去し、息子の義賢（承禎）がその跡を継いだ。六角氏はこの頃、朽木の義藤を支援して三好氏と対立していたが、定頼が死ぬと、義藤の入京及び氏綱の家督継承と晴元の出家を条件として、直ちに和平を申し出た。これにより、義藤と三好方との間で和平が急速に進み、三好長慶を宥免して和解した。また、義藤が細川氏綱を細川氏の当主と認めて晴元と決別したため、晴元は見捨てられる形となり、若狭へと逃れた。
同月23日、義藤は三好氏と和解したことにより、近江の朽木を出発し、翌24日には比良を経て比叡辻に至り、28日には近衛稙家ら3千を率いて京へと入った。義藤は入京の際、衣装や刀を美々しく飾り立てた数千の兵を率い、多くの見物人の前を堂々と進んだという。帰京後、義藤がどこに住んだのかは定かではないが、今出川御所に居したと考えられている。
2月、義藤は長慶を幕府の御供衆とし、幕臣に列した。この称号は将軍の有力近臣にしか与えられない称号でもあった。また、長慶の推す細川氏綱が京兆家、弟の細川藤賢が典厩家を相続することが認められた。すでに畿内の覇権は細川氏か三好氏に移りつつあったが、この頃より三好氏は細川氏と同等、あるいはそれ以上の存在として台頭してきた。
伊勢貞孝も義藤が三好氏と和解すると赦免され、義藤のもとに帰参した。貞孝は長慶と深い絆で結ばれ、親三好の幕臣の同志を集めた。それにより、幕臣の中に親三好派と反三好派が生まれ、次第に反目するようになっていった。やがて、義藤の側近である奉公衆の上野信孝が台頭し、これに反発する幕臣との確執が強まった。
同年6月、義藤が伊勢貞孝らの反対を押し切って、山名氏や赤松氏の守護職を奪い、尼子晴久を8か国守護に任じたことで、幕府内に動揺が生じた。
同年10月、細川晴元が三好勢を丹波で撃破した。晴元は義藤と決別したのち、丹波各地を巡って味方を集め、再起を図ったのであった。その後、晴元は勢いに乗り、京の近郊まで出撃し、三好方と小競り合いをするようになった。
同年11月、義藤は京の郊外、清水寺近くの霊山に、新たな山城である東山霊山城を築いた。これは義藤が身の危険を感じたからとされ、晴元の兵が京の郊外に出没したと聞くと、義藤は洛中の今出川御所を出てこの城に入り、生母の慶寿院をはじめとする女性を清水寺に入れた。将軍の近臣らもまた、清水寺近くに陣を構えていた。
天文22年（1553年）1月、細川晴元の反撃により、京周辺の政情が不安定になると、反三好派の幕臣が長慶排除のために策動するようになっていった。反三好派の上野信孝らは密かに晴元と内通し、長慶を除こうとした。
閏1月1日、長慶は義藤への挨拶のため、公家衆や奉公衆・御供衆らともにそのもとに出向いた。ところが、この頃には長慶を排除するという噂が広まっていたため、8日に身の危険を感じた長慶は京から淀城へと移った。その後、15日に義藤と長慶が和解したことにより、16日には長慶の軍勢1500騎が義輝の警固として室町に陣取った。
2月、親三好派の伊勢貞孝が義藤に対し、上野信孝らを追放するよう諫言を行い、これに義晴・義藤に長年従って三好氏と戦ってきた大舘晴光や朽木稙綱も同調した。親三好派の幕臣もまた、長慶と密に連絡を取り合い、反三好派の幕臣の処罰を訴えるようになっていった。そのため、義藤は信孝ら反三好派の幕臣らを処罰し、彼らから三好方に人質を出させることにした。だが、幕臣は親三好派と反三好派に分裂しており、義藤は三好か細川のどちらにつくか、厳しい選択を突き付けられた。
同月12日、長慶が大軍を率いて上洛し、東寺に陣取った。これを見た晴元は、22日に京の北西に足軽を出して小競り合いを起こしたが、26日に鳴滝で衝突した際に長慶方に敗れている。
同26日、義藤は長慶を京に呼び戻し、清水寺に招き、自ら対面した。義藤と長慶がここで今後の相互協力を確認し合ったことで、伊勢貞孝ら親三好派の幕臣は満足した。このとき、反三好派の上野信孝以下6人の幕臣から人質が徴収された。
3月8日、義藤は東山霊山城に入城して、長慶との和約を破棄し、三好氏との断交を決断した。そして、晴元と手を組み、長慶との戦端を開いた。上野信孝ら反三好派の幕臣が義藤に働きかけた結果だと考えられ、わずか10日ほどでの方針変換であった。この時期は畿内の覇権が細川氏から三好氏に移る「端境期」であり、両者ともに圧倒的な存在ではなく、どちらと手を組むかという判断は非常に難しいものであった。
7月28日、義藤は晴元の諸将を召し出して、晴元を赦免し、同時に長慶を将軍の「御敵」に指名した。義藤は東山霊山城を出て、北山に陣を敷き、翌29日には晴元の諸将と上野信孝や大舘輝氏ら幕臣との間で軍議が開かれ、京の三好方の拠点・西院小泉城を攻めることで合意した。このとき、義藤は三好政生や香西元成、十河盛重ら諸将に酒を下賜した。
30日、義藤自身が軍勢を指揮し、西院小泉城を包囲して攻めた。だが、義藤が出陣していたにもかかわらず、晴元の諸将は兵の消耗を恐れてか、一向に攻撃しようとしなかった。
8月1日、長慶が芥川山城に抑えの兵を残して、2万5千の軍勢をもって京に侵攻し、幕府軍が籠城する東山霊山城を攻めた（東山霊山城の戦い）。籠城する幕府軍は猛攻に耐え切れず、三好軍により落城し、火を放たれた。このとき、義藤は船岡山で迎撃の陣を敷いていたが、義藤が頼みとしていた晴元は三好方の猛攻に恐れをなし、ほとんど一戦もせずに退却してしまった。
そのため、義藤は晴元や近衛稙家らとともに京を離れ、北へと向かった。まず、杉坂に下り、3日に丹波山国庄の浄福寺に、5日は近江龍華に至った。だが、長慶が「将軍に随伴する者は武家・公家に関わらず、知行を没収する」と通達したため、公家の高倉永相をはじめ随伴者の多くが義藤を見捨てて帰京し、義藤に従う者はわずか40人ほどになった。また、伊勢貞助や結城忠正のように奉公衆でありながら、三好氏の家臣に準じた立場で活動する者も現れるようになった。

### 朽木での幕府政治

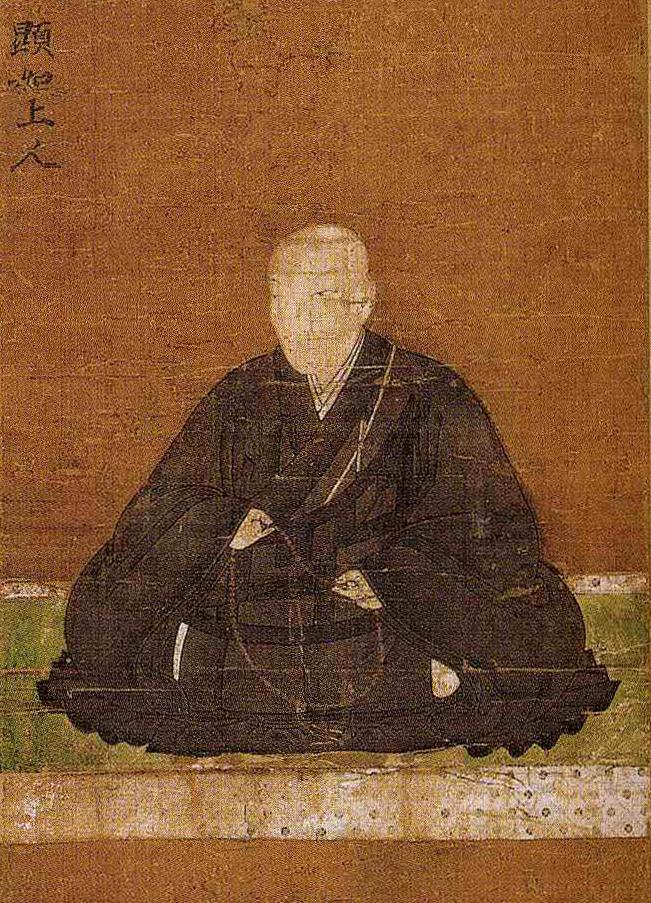
顕如影像

8月30日、義藤は朽木元綱（稙綱の孫）を頼って、近江朽木に逃れ、この地を再び御座所にした。そして、以降5年間をこの地で過ごした。だが、義藤はこの地で六角義賢らの支援も得たほか、諸国の大名らとも連絡を取り合った。
10月、三好長慶は足利義維を阿波から上洛させ、新将軍として擁立しようとし、義藤と全面対決の姿勢を見せていた。だが、長慶は結局のところ、義維を上洛させず、また朽木を攻めるようなこともしなかった。その後、長慶は義藤に味方している大名が決して少なくはないことを見て、和睦を模索したが、両者の和睦は実らず、膠着状態が続いた。
だが、同月に奉公衆の石谷光政と公家の葉室頼房との間で、桂西庄の新坊分をめぐって相論が発生すると、長慶がこれに介入した。光政は前年に義藤からその安堵を受けていたが、頼房は公家の山科言継に証文を用意してもらい、長慶やその家臣に提出し、審議が行われた結果、23日に頼房の訴えを認めた。つまり、長慶は義藤の裁許を破棄し、自身の裁許を優先させている。このように、義藤が京を離れている間、京都や遠国の相論に三好氏が関与する形となった。
天文23年（1554年）2月12日、義藤は朽木に滞在中、名を義輝に改めている。改名することにより、心機一転を図ったと考えられている。
天文24年（弘治元年、1555年）1月13日、関白・近衛晴嗣 （義輝の従兄弟）が義輝の父・義晴から受けた偏諱（「晴」の字）を捨てて、名を前嗣（のち前久）と改めた。近衛家は足利将軍家と蜜月を保っていたが、前嗣は改名によって、義輝との関係を断とうとした。義輝が恒常的に京都を離れたことは、朝廷内において足利氏の求心力低下を招いていた。
10月23日、朝廷が年号を天文から弘治に改元したが、義輝は父・義晴がかつてしてきたように、改元執奏や費用負担をしなかった。
弘治2年（1556年）4月、義輝は越前の朝倉義景と加賀一向一揆の和平調停を行い、朝倉氏を加賀から撤兵させた。この調停に関しては、本願寺が義輝に依頼したと考えられている。加賀は本願寺の領国であったが、前年に朝倉氏の侵攻を受け、加賀衆に数千の死者を出し、さらには加賀四郡のうち江沼郡を奪われていた。朝倉氏もまた、大勝はしたものの、その後は加賀衆の抵抗を受けて攻めあぐねており、指揮官の朝倉教景が病没する事態が発生していた。そこで、朝倉氏は加賀衆に苦戦したからというわけではなく、「将軍の上意に応じた」という名分をもって、この和睦を飲んで撤兵したのであった。
本願寺は朝倉氏が加賀から撤退したことにより、危機を脱することとなり、法主・顕如に酒を献じて喜び合った。同時に、本願寺は義輝との連携は役立つと実感し、弘治3年（1557年）4月には顕如のもとに細川晴元の娘が六角義賢の猶子として輿入れすることになった。
晴元と定頼はともに義輝を支える存在であり、その娘が顕如と結婚したということは、義輝と本願寺が同盟したことを意味した。これにより、三好氏の支配する京都は、東の義輝側の勢力、西の本願寺、つまり東西から挟撃される可能性を帯びた。

### 三好氏との再戦・和解

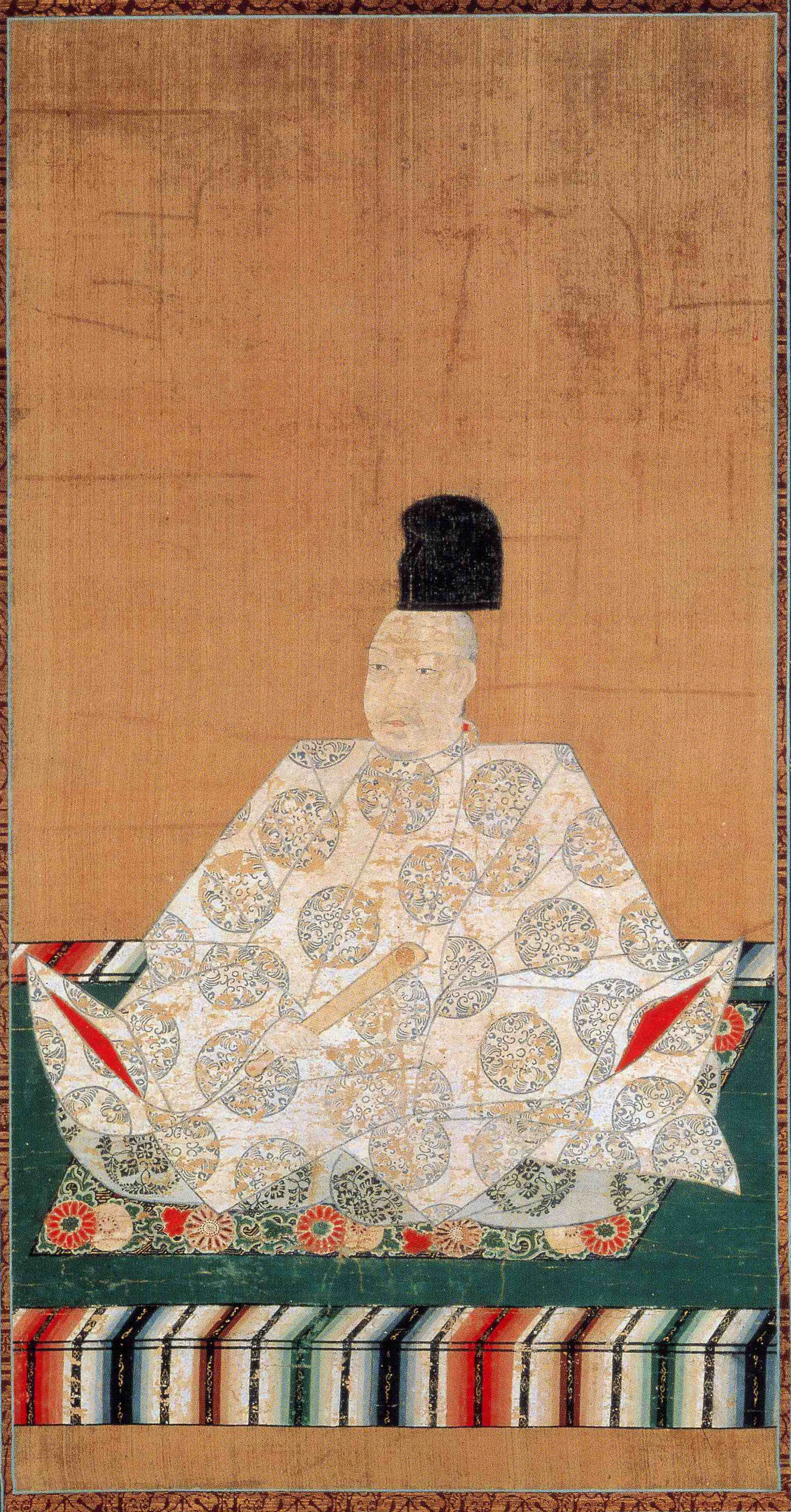
正親町天皇像（京都・泉涌寺蔵）

弘治3年（1557年）8月18日、義輝は挙兵の兆しを見せた。三好方は警戒して、9月4日に三好長慶自らが上洛したが、六角氏が軍事行動を起こす気配を見せなかったこともあり、義輝はこの時は動かなかった。
弘治4年（永禄元年、1558年）2月26日、美濃の斎藤義龍が義輝の推挙なく、長慶と親しい伊勢貞孝を通じて、朝廷から正式に治部大輔に補任された。大名への栄典授与は将軍の権能であり、それが三好方に奪われつつあることは、義輝にとって悩ましい事態であった。また、全国の諸大名が朝廷の官途に就く際、将軍の推挙を経ない状況が恒常化する可能性もあった。
2月28日、朝廷は正親町天皇の即位のため、年号を永禄に改元した。改元は戦国時代といえど、朝廷と室町幕府の協議の上で行われてきたが、朝廷は朽木にいた義輝に全く知らせず、長慶にのみ清原枝賢を介して相談・連絡し、改元を実施していた。また、弘治改元から4年しかたっていないことを鑑みて、朝廷が自身の財源のみで改元費用を賄うことは不可能であり、この永禄改元の費用は、禁裏の修繕費用や天皇直轄領の回復などを依存していた長慶によって調進されたと考えられる。
朝廷が義輝に諮ることなく改元を断行した背景としては、義輝が改元に極めて消極的で、天文の年号を24年間続かせたことや、天文から弘治への改元執奏や費用負担をしなかったことがあげられる。無論、改元を他者によって知らされることになった義輝は激怒して、この永禄改元を拒絶し、弘治の年号を使い続けた。
3月13日、義輝は自身の権威を回復するため、また三好政権打倒のため、およそ5年の沈黙を破って朽木で挙兵した。義輝は朽木で挙兵したのち、龍花に向かい、4月には和邇に移った。
5月3日、義輝は六角義賢の支援で晴元とともに坂本に移り、本誓寺に入って、京の様子を窺った。
5月7日、義輝は朝廷に対し、改元御礼として太刀と銭500疋を進上した。だが、改元費用の献上の遅さや、無銘の太刀や前代未聞の少額の銭であったことから、公家の万里小路惟房が憤慨している。義輝は朝廷の反応を見て、自身が武家伝奏から改元を伝えられていないこと理由として、弘治の年号を引き続き使い続けた。
5月21日、義輝は申次の三淵藤英を通して、万里小路惟房から朝廷による改元についての事後報告を受けた。
6月2日、三好方は義輝の挙兵を受けて、近江から京に向かう要衝であった将軍山を占拠し、2千の兵を以て布陣させた。対して、義輝は細川晴元や上野信孝らとともに5千の兵で坂本から如意ヶ嶽に移動し、ここに布陣した。
同月7日、三好勢は三好長逸や松永久秀など各地の将兵が集まり、1万5千の兵の大軍となっていた。これを見た将軍山の三好軍が営塁を焼いて、京の三好本軍に合流したため、義輝は将軍山へと入った。すると、三好軍は義輝が布陣していた如意ヶ嶽に向かい、ここを焼き払った。
同月9日、三好軍が義輝の布陣する将軍山を攻撃し、義輝は京の東郊外・北白川各所で迎撃した（北白川の戦い）。義輝は寡兵であっために苦戦を強いられ、幕臣70名が討ち取られる被害を受けたが、三好側も多くの死傷者を出して後退した。また、今回の戦いで本願寺は参戦しなかったが、
三好軍は義輝と本願寺の同盟によって、背後を本願寺に突かれるかもしれないという不安もあったため、その動きが鈍った。さらに、毛利元就ら毛利氏が永禄改元に応じず、義輝と同じく弘治の年号を使用して反三好の立場を示し、備讃海峡でにらみ合いを続けたことも三好方を懸念させた。
義輝はこうした三好軍の動きをみて、将軍山に城館を築き、長期の籠城戦を決めた。その後、夏が過ぎ、秋になっても膠着状態が続いたため、義輝と長慶は和睦を考えるようになった。また、9月24日に義輝が改元に従って、永禄の年号で幕府奉行人連署奉書を発給し、半年に及ぶ弘治年号の使用を放棄したことも、長慶に矛を収めさせる理由となった。
11月、六角義賢が義輝と長慶の仲介を務め、和睦を斡旋した。
義輝は長慶との間に和睦が成立したことに伴って、同月27日に将軍山城から相国寺に入ったが、29日にいったん城に戻った。
12月2日（あるいは3日）、義輝は長慶や細川藤賢、伊勢貞孝を従え、将軍山城から京へと向かい、二条法華堂（妙覚寺）に入り、ここを御座所とした。これにより、5年ぶりの入洛が実現し、義輝は直接的な幕府政治を再開した。同月23日には、伯父・近衛稙家の娘（大陽院）を正室に迎えている。
永禄2年（1559年）7月8日、義輝は上京と下京の2つの町の中間点・勘解由小路烏丸あった三管領の斯波氏の屋敷・武衛陣跡に、新たな御所・二条御所の建築を開始した。この御所は殿舎のみならず、堀などの防衛設備も整えられ、永禄3年（1560年）6月19日にここに移動した。

### 三好氏への厚遇
義輝は三好長慶と和睦して帰京すると、三好一門を厚遇した。主だった者たちに対しては、栄典を次々に与えた。
まず、長慶は幕府の御相伴衆に加えられ、桐紋の使用を許されたほか、さらに修理大夫への任官を推挙された。長慶の嫡子・孫次郎もまた、義輝から「義」の偏諱を拝領して、義長（後に義興に改名）と名乗り、同様に御相伴衆に加えられた。
そのほか、三好実休や松永久秀なども御供衆に加えられるなど、一門・宿将も破格の待遇を受けた。また、永禄2年11月20日に正親町天皇から楠木氏を赦免するという綸旨が出されたが、これは久秀の配下・楠木正虎が朝敵とされてきた楠木姓を名乗れずに大饗姓を名乗っていたからであり、久秀が義輝と長慶の和解を機として、義輝の了解を得たうえで朝廷に勅許を出させたものであった。
三好一門は義輝から将軍近侍の直臣や有力大名に授与される上位の栄典を得て、社会的な地位を大いに上昇させた。他方、それを知った諸国の大名らは羨望の眼差しを向けると同時に、分不相応だと批判もした。彼らもまた、他国の大名らと争う過程において、社会的地位を上昇させるために高い栄典を望んでいた。特に、「義」の一字拝領に関しては公家からも批判があり、吉田兼右は「末世の故なり」（『兼右卿記』）と嘆いている。とはいえ、三好氏は将軍家との関係を旧主・細川氏よりも深め、畿内・四国を勢力圏とし、長慶のもとで最盛期を迎えた。
その一方、長慶をはじめ三好氏は義輝の臣下として、幕府機構に組み込まれることとなった。義輝が朽木にいた5年間は、三好氏が畿内に君臨し、この期間においては義輝に臣従しておらず、対等な立場にあったとも考えられる。だが、栄典が三好氏に授与されると同時に、三好氏は義輝を主君として認め、臣下の礼を取らざるをえなくなった。例えば、御供衆は単なる称号ではなく、将軍の外出の際にはその行列に付き従って「御供」する必要があり、三好氏がその臣下であるということ目に見える形で内外に明確化された。
無論、長慶も義輝の権威に自らが取り込まれる危険性や、長年対立してきた義輝との和解が難しいことは理解していた。そのため、永禄3年1月に義興が三好氏代々の官途であった筑前守に任ぜられると、長慶は三好氏の家督と本拠地である摂津の芥川山城を義興に譲って、河内の飯盛山城に移っている。長慶自身は義輝との一定の距離を置きつつ、三好氏の新当主となった義興と義輝の間で新たな関係を構築することで、関係の安定化を図ったとみられている。

### 将軍親政・三好氏との共闘

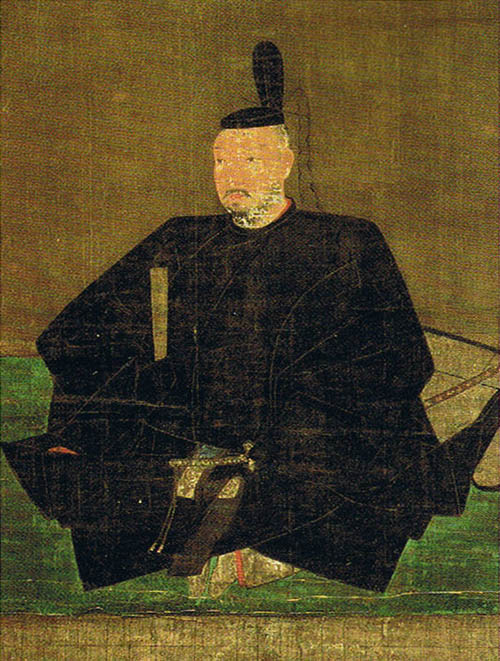
足利義輝肖像（土佐光吉筆、光源院蔵）

永禄元年以降、義輝は帰京したのち、三好長慶ら三好氏を支柱とし、政治的立場を安定させた。義輝の治世は実質的にここから始まり、またそれを補佐したのは上野信孝と進士晴舎であった。また、義輝の生母・慶寿院やその兄弟の近衛稙家、大覚寺義俊、聖護院道増、久我晴通らが補佐した。
永禄3年5月、長慶は河内の畠山高政を征伐の対象とし、義輝の承認を求めた。高政が応戦の姿勢の見せたため、8月に長慶は伊勢貞孝に通して、義輝に紀伊の湯河直光に三好方に付くよう求める御内書の発給を求めた。直光は高政に近い立場にあったが、湯河氏は奉公衆として幕府に代々仕えていたため、長慶は義輝を利用して高政側の切り崩しを図った。
10月2日、長慶は細川晴元が香西氏らと法禅寺で挙兵したことを受けて、義輝に貞孝を通して、比叡山延暦寺と六角義賢に対して晴元を追い払うことを命じる御内書の発給を求めた。延暦寺や六角氏の対応は不明であるが、細川方が京の各所を放火しため、内藤宗勝が丹波より出陣し、これを破っている。
同月15日、三好実休が高政の援軍として駆け付けた紀伊の根来衆を打ち破り、畠山氏の敗北は決定的となった。同月24日に河内の飯盛山城が、27日に高屋城が開城し、高政は堺に退去した。
11月13日、長慶が飯盛山城に、実休が高屋城に入城し、河内と大和が平定されると、同月24日に義輝は長慶に飯盛山城入城を賞する御内書を発給した。
永禄4年（1561年）5月、長らく反三好の旗頭であった晴元が長慶との和睦に応じ、出家して摂津冨田の普門寺に入った。長慶は先手を打ち、晴元が六角氏らに利用されることを阻止した。
7月、畠山高政と六角義賢が結んで畿内で蜂起し、久米田で7ヶ月にわたって対陣した。畠山氏・六角氏の蜂起は、畿内で伸長する三好の封じ込めの意図があったされる。このとき、同月23日に義輝は紀伊の湯河直光に対し、高政と義賢が出陣してきたので、長慶・義興父子に味方するように御内書を発給し、高政を牽制している。
永禄5年（1562年）3月5日、三好軍が畠山・六角軍と久米田で交戦して敗北し、実休が戦死した（久米田の戦い）。実休の戦死後、6日に義輝は岩成友通の警固を受けて、母・慶寿院と共に石清水八幡宮に入り、三好氏との連携を維持した。当時の記録には、義輝と三好氏が「御一味」「みよしと御ひとつ」などと記されている。
だが、伊勢貞孝はこのとき三好氏と反目していたため、六角軍が占拠した京に留まり続け、政所沙汰を公然と行った。これは、貞孝自身が京都を離れたくないと思っていたことや、義輝側の策略によって三好氏と離間していたことによるものだったが、貞孝にとっては運命の分かれ道となった。
5月20日、三好軍が畠山軍を教興寺の戦いで破り、京を奪い返したため、6月2日に義賢ら六角軍は近江坂本に撤兵した。その後、6月22日に義輝は八幡から京都に帰還した。
他方、六角氏に味方していた貞孝も京から坂本に逃げたが、義輝は長慶を支持してこれを更迭した。貞孝が幕府法を無視した裁決を行っていたことが発覚したのも、更迭の理由とされる。これに激怒した貞孝は兵を集めて反乱を起こしたが、三好勢によって入京を阻まれ、9月11日にに近江杉坂で討たれた。
貞孝の死後、義輝は近臣の摂津晴門を新たな政所執事とし、伊勢氏の人物を任用しなかった。これによって、かつての3代将軍・足利義満の介入すら不可能だった伊勢氏による政所支配は歴史に幕を閉じ、幕府将軍による政所掌握への道を開いた。また、義輝は伊勢氏に独占されていた莫大な権益を自ら掌握することで、将軍としての地盤も強固なものにした。

### 諸大名らとの交流

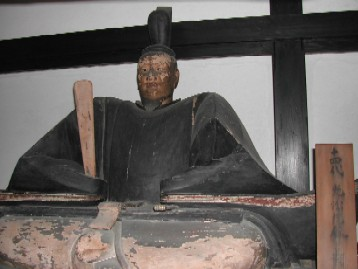
足利義輝木像（等持院霊光殿所蔵）

義輝は幕府権力と将軍権威の復活を目指し、諸国の戦国大名との修好に尽力し、紛争の調停なども行っている。
例えば、伊達晴宗と稙宗（天文17年（1548年））、里見義堯と北条氏康（天文19年（1550年））、武田晴信と長尾景虎（永禄元年（1558年））、島津貴久と大友義鎮、毛利元就と尼子晴久（永禄3年（1560年））、松平元康と今川氏真（永禄4年（1561年））､毛利元就と大友宗麟 （永禄6年（1563年））、上杉輝虎（長尾景虎改め）と北条氏政と武田晴信（永禄7年（1564年））など、大名同士の抗争の調停を頻繁に行った。
また、義輝は諸大名への懐柔策として、大友義鎮を筑前・豊前守護、毛利隆元を安芸守護に任じ、さらに自らの名の偏諱（1字）を幕臣や全国の諸大名などに与えた。例えば、「藤」の字を細川藤孝（幽斎）や筒井藤勝（順慶）、足利一門の足利藤氏・藤政などに、「輝」の字を上杉輝虎（謙信）・毛利輝元・伊達輝宗などの諸大名や足利一門、藤氏・藤政の弟である足利輝氏などに与えた。また、朝倉義景や島津義久、武田義信などのように、足利将軍家の通字である「義」を偏諱として与える例もあった。
また、上杉輝虎の関東管領就任の許可をはじめ、御相伴衆を拡充し、毛利元就、毛利隆元、大友義鎮、斎藤義龍、今川氏真、武田信虎といった諸大名も任じた。
永禄2年2月、尾張の織田信長が上洛したのをはじめ 、4月に美濃の斎藤義龍が、5月には越後の長尾景虎（上杉謙信）が相次いで上洛し、義輝に謁見した。景虎はこのとき、足利一族や管領に準じる待遇を受けたばかりか、関東管領・上杉憲政の処遇を一任され、信濃の諸将への指揮権も認められた。義龍は将軍である義輝によって自身が美濃支配を公認されたことを示すため、信長もまた同様に義輝から公認を受けて尾張統一を図るため、それぞれ上洛したと考えられている。
同年11月9日、義輝は大友義鎮を九州探題に任命し、あわせて周防・長門・豊前・筑前の守護であった大内氏の家督も認め、九州の統治を委ねた。もともと、九州探題は足利氏一族の渋川氏が世襲していたが、少弐氏と大内氏の抗争に巻き込まれてすでに断絶していたため、これを補うための補任であった。大友家は九州において、足利将軍家に最も親しい有力守護大名であった（この時、大友義鎮は豊後・豊前・筑後・筑前・肥後・肥前の守護および日向の半国守護を兼ねていた）。
また、義輝はこの年に伊達晴宗を奥州探題に任命している。もともと、奥州探題は足利氏一族である斯波氏の庶流である大崎氏が世襲していたが、伊達氏の軍事的圧力によってすでにその支配下に置かれていたため、その現状に対応するための補任であった。ただし、これはあくまでも手続上の話で、実際には弘治元年には既に晴宗を探題として遇していたとされている。
永禄年間には、信濃国北部を巡る甲斐国の武田信玄と越後国の長尾景虎との川中島の戦いが起きており、義輝は両者の争いを調停し、永禄元年には信玄を信濃守護に補任した。だが、信玄はさらに景虎の信濃撤退を求めたため、義輝は景虎の信濃出兵を認めた。
永禄4年、信玄に駆逐され上方へ亡命していた前信濃守護・小笠原長時の帰国支援を、長尾景虎に命じている。

### 三好氏との確執・義輝の権威上昇

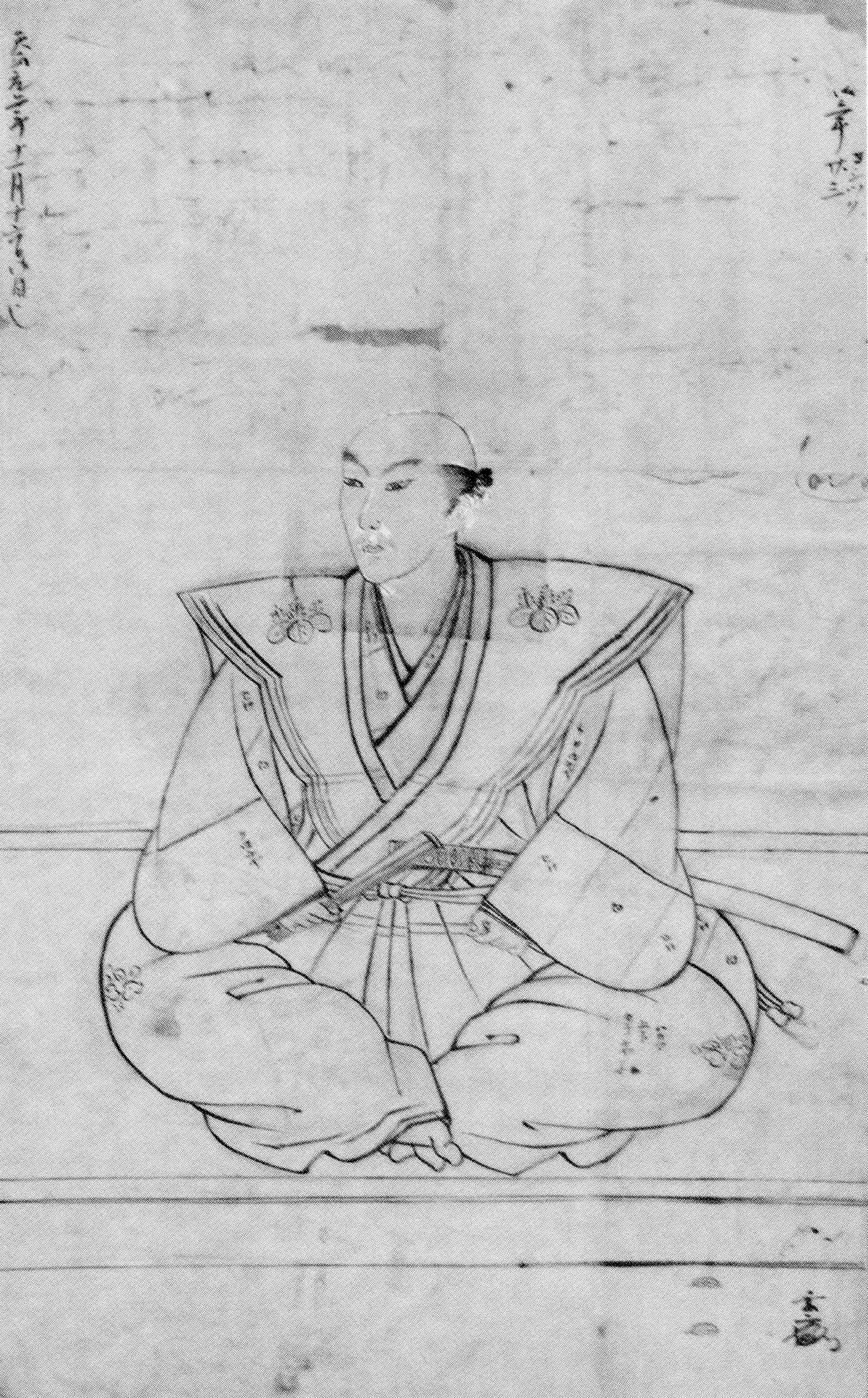
三好義継像（京都市立芸術大学芸術資料館蔵）

義輝は帰京して以降、三好長慶ら三好氏の傀儡になることなく独自に政治決裁を行い、その政治的地位を固めていった。また、諸大名の争いに介入し、大名らに一定の影響力があることを示し、その存在感を示した。
他方、将軍に忠誠心を見せる大名が現れたことは、三好氏にとって脅威であり、警戒心を高めさせた。特に長尾景虎が永禄2年5月に1,500人を引き連れて上洛した際、義輝を「在京して守護する」とまで言ったため、三好氏は景虎を早々に帰京させようとしたほどであった。義輝が直接的軍事力を有していないとはいえ、三好氏の頭越しに諸国の大名と連携する事態は避けねばならなかった。
永禄6年（1563年）3月、義輝の8歳になる娘（総持寺殿）が松永久秀の許に人質として下向し、大和に赴いていた山科言継がその途中の19日に謁見している。この人質の提出は、義輝の行動に不信を抱いた三好氏側が求めたと考えられ、同時に三好氏が将軍に優越することを露骨に世間に示そうとしたものであった。だが、将軍の姫君が臣下のもとに送られるということは前代未聞であり、三好氏がいかに振興する義輝を脅威と感じていたかを窺い知ることができる。永禄元年以降、表面上は義輝と長慶の和睦が継続されているように見えたが、その綻びがすでに見え始めていた。
永禄7年（1564年）3月、長慶はこの年の干支が甲子であったため、朝廷に改元を申請した。長慶は将軍と同様に改元を執り行うことで、将軍を凌ぐ自身の力を誇示しようとしたと考えられる。だが、朝廷はこれに返答せず、その後も公武間で改元の話が出ていないこととから、三好氏の申し出を拒否したと考えられている。朝廷が長慶に応じてこの改元を行ったならば、義輝を無視して改元を行うことになり、義輝と三好氏の関係悪化を避けるため、義輝に配慮してこの申し出を拒否する形を取った。明治時代に至るまで、甲子の年で改元が行われなかったのはこの年のみであり、朝廷は本来行うべき改元を見送ってまでこの政治判断を下した。このように、長慶の晩年にはその力に陰りが見えるようになった。
そのうえ、永禄年間に三好氏の側で「凶事」が続いたことも、三好氏の不安を増大させた。まず、永禄3年3月に長慶の三弟・十河一存が死去し、同5年3月には長弟・三好実休が戦死、さらに同6年8月には長慶の嫡子・義興が病没した。さらに、永禄7年6月に長慶は次弟・安宅冬康を逆心の疑いで誅殺したが、その殺害後に激しい後悔に襲われ、自身の病を悪化させた。
同年7月4日、三好氏の惣領たる長慶が病死した。長慶の死後、三好氏は長慶の甥で十河一存の息子・三好重存（のち義継に改名）が新たな惣領となり、三好三人衆や松永久秀、その長男・松永久通らが補佐にあたった。だが、長慶をはじめとする三好氏の主要人物が死んだことにより、三好氏の権威低下は決定的なものとなり、衰運に陥った。
一方、義輝は三好氏の傀儡としての立場に甘んじず、将軍としての立場を固め、幕府権力の復活に向けてさらなる政治活動を行なおうとした。義輝の権威上昇は、三好一門が連続した凶事によって凋落の道を歩んでいたのとは対照的であった。義輝はいよいよ、その政治的才能を開花させつつあった。

### 最期
しかし、傀儡としての将軍を擁立しようとする三好氏にとって、意のままにならない義輝は邪魔な存在であり、またその権威の上昇は脅威でもあった。三好側は阿波の足利義維と組み、義維の嫡男・義栄（義輝の従兄弟）を新将軍にしようと画策した。一方で、義輝が頼みとする近江の六角氏は永禄6年10月の観音寺騒動以降、領国を離れられなくなっていた。
永禄7年10月、義輝は二条御所の大々的な増築を開始した。義輝は三好長慶の死によって畿内の情勢が流動化しつつあったことを鑑み、軍事的な緊張への備えとして、石垣や大堀を持つ城郭化された御所の建設を進めた。
永禄8年（1565年）4月30日、三好重存が上洛すると、5月1日に義輝は重存と謁見し、酒を与えて出仕を労った。その際、重存の求めによって、義輝から重存に「義」の偏諱と左京大夫の官位が与えられ、重存は義重と名乗った。また、松永久秀の嫡子・久通も義輝から偏諱を受け、義久と名乗った。
5月5日、端午の節句であるこの日、朝廷から将軍御所に勅使が下され、義重も松永義久とともに御所に参上している。
その後、5月18日までは京において平穏な状況が続いた。公家の山科言継や勧修寺晴右の日記などを見ても、ただ事実が淡々と記載されているのみである。他方、宣教師ルイス・フロイスの『日本史』では、同日に義輝が危険を感じて二条御所を出たものの、近臣らに説得されて戻った、と記されている。
5月19日早朝、義重は三好三人衆や松永義久とともに清水寺参詣を名目として、約1万の軍勢とともに突如として二条御所に押し寄せ、「将軍に訴訟（要求）あり」と訴え、取次ぎを求めて御所を包囲した（永禄の変）。二条御所の完成間近を狙った攻撃であり、開戦は辰の刻（午前8時頃）であったという。
三好軍が二条御所に侵入すると、義輝は劣勢であることを悟り、死を覚悟した。そして、義輝は最後の酒宴を行い、近臣らに酒を与えて、皆で別れの酒を酌み交わした。この際、三好氏との取次であった進士晴舎が御所への侵入を許したことを詫びて、義輝の御前で自害した。
その後、義輝と近臣らは三好軍に立ち向かい、突撃して斬り込んだ。やがて、近臣らは皆討ち死にし、牛の初刻（午前11時頃）までに義輝も力尽き、三好の兵に討たれた。享年30（満29歳没）。
義輝の最期に関しては、下記のように諸説ある。
- ルイス・フロイスの『日本史』では、義輝は自ら薙刀を振るい、その後は刀を抜いて抵抗したが、敵の槍刀で傷ついて地面に伏せられたところを一斉に襲い掛られて殺害された、と記されている[174]。
- 『足利季世記』では、奮戦する義輝は三好の兵を寄せ付けなかったが、戸の陰から槍で足を払われて倒れたところを、寄せ手の兵たちに四方から障子を覆い被せられ、その上から槍で刺し殺された、と記されている[184]。
- 『お湯殿の上の日記』永禄8年5月19日条では、義輝が慶寿院の制止を振り切って、「家臣とともに戦い始めたが、腹に一槍と額に一矢、顔に二つの刀傷を受けて、その場で果てた」と記されている[185]。
- 事件の際に在京していた山科言継の『言継卿記』永禄8年5月19日条には、義輝が「生害」したと記されており、討死したとも自害したともとることができる[186][注釈 3]。

この時、義輝とともに多くの幕臣が討死・自害にしたが、三好軍は義輝の生母である慶寿院も自害に追いやり、弟の照山周暠、さらには側室の小侍従局までも殺害している。殺戮が終わると、三好軍は二条御所に火をかけ、多くの殿舎が炎に包まれたという。この日の夕刻、御所の焼け跡には夕立の雨が降ったと伝えられる。

### 没後
義輝の死後、5月20日に三好方によって近衛家や久我家、高辻家も討たれるという噂が流れたが、21日には三好長逸が参内して正親町天皇から天盃を下賜されると騒ぎも収まり、朝廷は事態をひとまず追認する形を取った。また、三好氏の当主・三好義重は義輝を討ったのちに名を「義継」と改めたが、この改名を「義」を通字とする足利将軍家を「継ぐ」という意志の主張とする見方もある。
だが、三好氏による主君弑逆は世間を憤慨させた。特に義輝と親しくしていた大名らは激しく憤り、上杉輝虎は「三好・松永の首を悉く刎ねるべし」と神仏に誓ったほどであった。また、河内の畠山氏の重臣・安見宗房も「前代未聞で是非も無いこと。（略）無念の至りだ」と怒りをあらわにし、上杉氏の重臣である河田長親と直江景綱に弔い合戦を持ちかけている。朝倉義景の重臣らも同様に、「誠に恣の行為で、前代未聞、是非なき次第で沙汰の限りだ」と怒りをあらわにしている。
朝廷は政変を一時的に追認したものの、義輝の死に悼惜し、6月7日に義輝に従一位・左大臣を追贈したばかりか、正親町天皇も政務を3日間停止して弔意を示した。公家の山科言継は義輝の殺害を、「言葉がない。前代未聞の儀なり」と日記に記している。また、天皇に仕えていた女官も同様に、「言葉もないことだ」と嘆き悲しんでいる。朝廷もまた、三好・松永の義輝殺害に強い怒りを感じていた。
義輝殺害に対する怒りは、支配層ばかりではなく、一般庶民にも広まっていた。永禄10年（1567年）2月10日には、上京の真如堂で義輝追善の六斎踊が挙行され、京の内外はもとより、摂津や近江からも貴賤を問わず多くの男女が集まり、2,800人が鉦鼓を鳴らし、総勢7、8万人の群衆が義輝の死を悼んだ（『言継卿記』2月10日条）。また、同年10月7日にも真如堂で安芸から来た600人が義輝の奉公衆や女房衆に扮し、行列を組んで風流踊を行っている（『言継卿記』10月7日条）。今谷明は、「町の人々が義輝を追悼する踊りによって三好三人衆政権への抵抗を示した」と解釈している。 山田康弘はこれらの事実から、「三好は世間を敵に回した」と評している。
永禄8年6月9日、将軍家の菩提寺である等持院において、義輝の葬儀が実施された。このとき、三好側は葬儀を阻害することもなく、滞りなく行われた。
同年8月、妙満寺が義輝のために千部経の仏事を催行すると、三好側は「御大義、是非に及ばず」として褒詞を下し、惣領の三好義継が寄宿免除（寺に兵の駐屯を禁ずる）の特権を与えた。ほかにも、三好側は義輝を弔うため、相国寺などに仏事料として田地を寄進している。だが、それらは義輝の鎮魂のためではなく、支配層から一般庶民にいたるまでが義輝の死を嘆き、三好氏への怒りを示したことを見て、三好側が世間の反発を和らげるために行ったと考えられる。
天正17年（1589年）5月18日、毛利輝元が非命に斃れた義輝の二十五回忌に際して、鹿苑院塔主・西笑承兌にその仏事を依頼した。これは、「鹿苑院塔主が導師を勤めれば、昌山（足利義昭のこと）も喜ばれるだろう」と考えた輝元の配慮でもあった。

## 辞世の句
義輝の辞世は以下の句が伝えられている。だが、同年代の史料より確認されるものではないため、実際に義輝が詠んだか真偽は不明である。
「五月雨は 露か涙か 不如帰　我が名をあげよ 雲の上まで」

## 経歴
- 天文15年7月27日（1546年8月23日）、朝廷より義藤の名を与えられ、従五位下に叙す[3]。
- 同11月19日（1546年12月12日）、正五位下に昇叙し、左馬頭に任官。
- 同12月19日（1547年1月10日）、六角定頼を加冠役として元服[3]。
- 同12月20日（1547年1月11日）、従四位下・征夷大将軍宣下[13]。
- 天文16年2月17日（1547年3月19日）、参議に補任し、左近衛中将を兼任。
- 天文23年2月12日（1554年3月15日）、名を義輝と改める。
- 永禄8年5月19日（1565年6月17日）、卒去。
- 同6月7日（1565年7月4日）、贈従一位・左大臣。

## 人物・評価

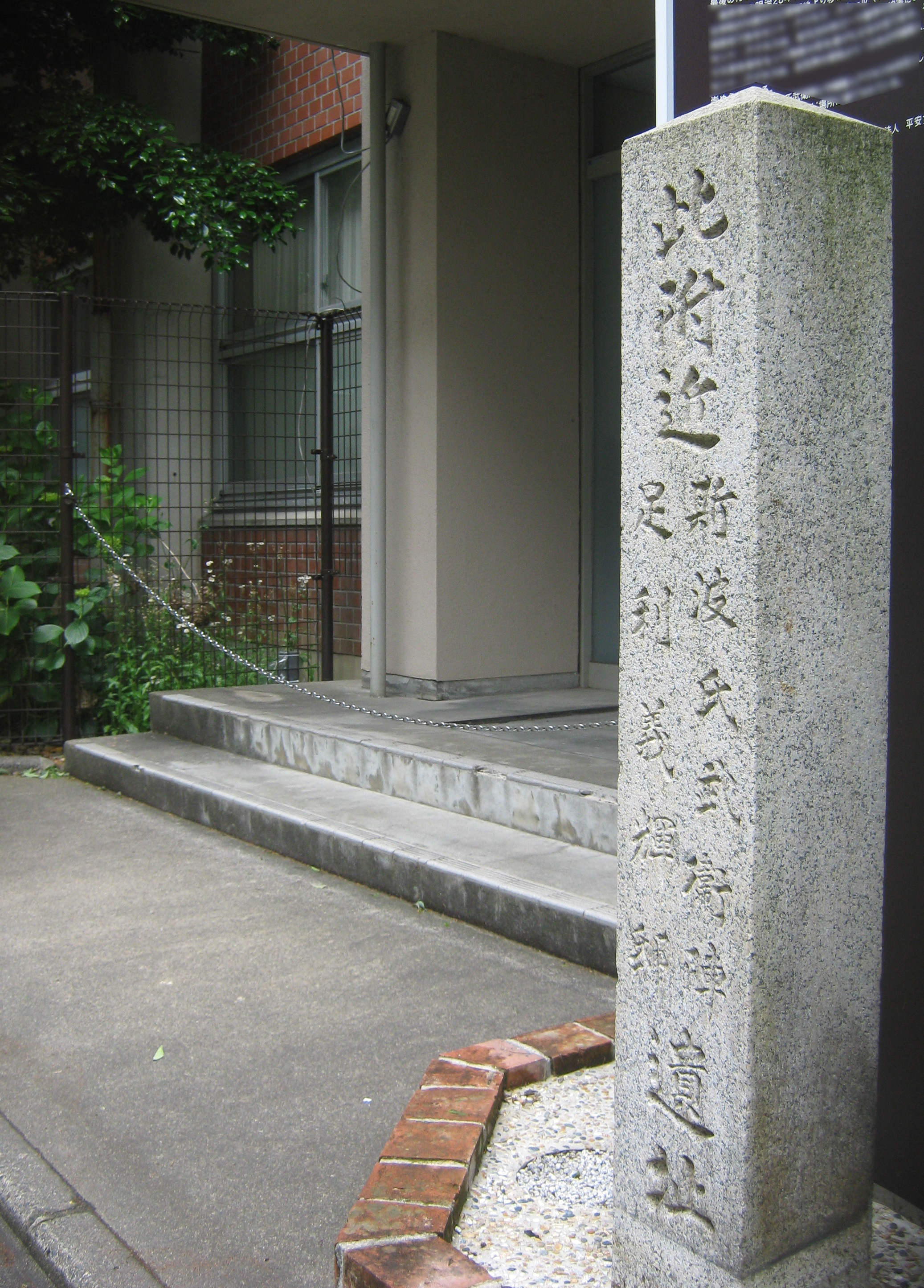
斯波氏武衛陣・足利義輝邸遺址

- 義輝は当時の人々から「器量人」として評価されており、「天下を治べき器用あり」（『万松院殿穴太記』）、「当代御所様一段御器用御座候」（『集古文書』）、「当代京の公方様義輝と申候は、天下の覚えめでたく候」（『細川両家記』）と当時の史料でも記されている[199]。
- 宣教師ルイス・フロイスは、義輝を「とても武勇にすぐれて、勇気ある人だった」と評している（『フロイス日本史』第65章）。
- 山田康弘は、義輝が英主になりうる素質を十分に有しており、その鱗片を見せつつあったとし、仮にもし10年長く生きていたならば、将軍家の歴史は大きく変わっていたと考察している[200]。山田はまた、義輝が苦難の続く日々を過ごし、有力大名の抗争に巻き込まれて流寓を余儀なくされ、京都に復帰してその才能が輝き始めた矢先に凶刃に斃れたことから、わずか30年という短い生涯において閑安な日々はほとんどなかったといっても過言ではないとしている[201]。
- 室町幕府の将軍は戦国時代において、頼りになる有力大名を見つけて連携し、その命脈を保っていた[202]。だが、義輝の時代は運悪く、細川氏から三好氏に覇権が移ろうとする「端境期」であり、義輝は時に誤った判断を下すこともあった[202]。また、頼りになる有力大名を見つけることができたとしても、うまく連携していくことは至難の業であった[202]。
- 義輝は、剣豪として名を馳せていた塚原卜伝から指導を受けた直弟子の一人である[注釈 4]。奥義「一之太刀」を伝授されたという説もあり、武術に優れた人物であったのではないかと言われている。ただし、卜伝はこの他に北畠具教や細川藤孝などにも授けており、必ずしも奥義を極めたとは断言できず、免許を皆伝したという記録もない[注釈 5]。
- 永禄の変の際、フロイスの『日本史』では義輝の戦いぶりを、「（義輝は）自ら薙刀を振るって戦い、人々はその技量の見事さにとても驚いた。その後はより敵に接近するために薙刀を投げ捨て、刀を抜いて戦った。その奮戦ぶりは、さながら勝利を目前にしている者にも劣らなかった」と記している（『フロイス日本史』第65章）。信長旧臣の太田牛一が著した『信長公記』でも「数度きつて出で、伐し崩し、数多に手負わせ、公方様御働き候」と記されている。また、『日本外史』には「足利家秘蔵の刀を畳に刺し、刃こぼれするたびに新しい刀に替えて寄せ手の兵と戦った」という記述も存在するが、これは義輝の死からかなりのちの時代（江戸時代後期）に記されたものである上、永禄の変に最も近い時期の史料には「名刀を取り替えて戦った」という記述自体が存在しないことから、創作の要素が強く、信憑性に欠けるものとされる。
- 義輝は武衛陣（斯波武衛家旧邸）に室町幕府の拠点を移した将軍としても知られる。斯波武衛家の旧邸は室町中御門にあり、義輝の御所は室町中御門第とよばれる。のちに大規模に拡張され、石垣で囲まれた城郭風の外観となったため、旧二条城と呼ばれることもある。
- 義輝は歴代将軍と同じく神仏を敬い、天文22年（1553年）8月に伊勢神宮に入洛を祈願したり、弘治3年（1557年）には陰陽道の主神・泰山府君に怨敵（三好長慶）退治の祭文を捧げている[203]。
- 天文23年（1554年）には大友氏から鉄砲と火薬の秘伝書（『鉄放薬方并調合次第』）を手に入れたり、永禄3年（1560年）にはガスパル・ヴィレラにキリスト教の布教を許している。
- 永禄8年（1565年）、正親町天皇は京都からイエズス会を追放するよう命令したが、義輝はこの命令を無視したとされる[204][注釈 6]。
- 義輝は諸国の大名らと連絡を取り合い、特定の勢力に依存しない体制の構築を模索し、将軍の権威を確立しようとした。それまで足利氏一門の世襲であった奥州探題・九州探題を非足利氏一門の伊達氏・大友氏に変えたほか、三好氏や毛利氏・上杉氏（長尾氏）などの新興大名に偏諱や官位といった様々な栄典を与えるなど血統よりも実力を重視して、室町幕府の儀礼秩序の再構築を行うことで、室町幕府体制の再建を図ろうとしたと考えられる。しかし、その最大の目的であった三好氏への統制確立は、三好氏（特に長慶・義興父子没後にその実権を握った三好三人衆）側からは脅威とみられて、永禄の変の一因になったと考えられる[205]。また、足利将軍の権威の正体を「血統に基づく貴種性」とみる立場からは、こうした"上からの改革"の進展が結果的には足利将軍の権威の否定、ひいては室町幕府の滅亡を早めたとする見解も出されている[206][207]。
- 義輝は諸大名の任官斡旋には力を尽くしたものの、自身は将軍就任と同時に従四位下、翌年に参議・左近衛中将に任ぜられてから約20年間全く昇進せず、父祖のように従三位とならず、朝廷から公卿扱いされていなかった[208]。義輝は経済的な事情やたびたびの近江下向によって、歴代将軍の官位昇進の先例に倣わず、昇進の機会を逸した可能性も考えられるが、その一方で諸大名の官位授与に関する朝廷への窓口を自身に一本化しようとしている[205]。また、足利義満以降の歴代将軍は花押に武家様と公家様の2種類を使い分けるか、あるいは公家様のみを用いていたが、短期間で没して花押が知られていない足利義勝と足利義栄を別とすれば、義輝だけが武家様の花押のみを用いている（先例に基づけば、権大納言以上に昇進してから花押を改める予定だったとも考えられるが、義輝はそもそも官位の昇進を志向していない）[205]。また、義輝の内裏への参内も、記録に残るのはわずか5回である。義輝の死後、織田信長が足利義昭に対して宛てた異見十七ヶ条の中では、義輝の朝廷軽視が非業の死の原因であると述べている（『信長公記』）が、義輝の朝廷観については今後の研究課題とされている[209]。
- 義輝は父・義晴と違い、改元に極めて消極的であった[95]。改元は天皇大権に属したものの、室町時代には将軍が同意して費用を負担しなければできず、例として応永の年号は朝廷が改元を望んだにもかかわらず、足利義満が改元に同意しなかったため、異例の30年間続いた[210]。だが、戦国時代に足利将軍家が弱体化・分裂すると、将軍にとっては天皇と結んで改元を行うことが自身の正統性を示すものとなった[211]。そのため、義輝の父・義晴は足利義維によって京都を追われていたにもかかわらず、大永から享禄の改元、および享禄から天文の改元と、2度にわたって改元を執奏し、その正統性を天下に示した[95]。しかし、義輝が天文の年号を24年間続かせたことや、天文から弘治の改元執奏や費用負担もしなかったため、朝廷は永禄改元に際して、義輝に諮らずにこれを断行した[95]。これは、義輝が京都を離れることが常態化したため、正親町天皇をはじめ朝廷が三好長慶を新たな武家の代表とし、義輝を武家の代表者と認めないとする政治判断を下したと見ることができる[212]。そのため、義輝は自身の権威を大きく傷つけられたと感じ、永禄改元に従わなかったが、その国の君主が定めた年号を使用しないということは、世界史的に見ても反逆か独立の宣言に他なかった[213]。つまり、義輝が旧年号を使い続けたことは、現職の将軍が朝敵になるということに他ならなかった[213]。また、諸大名の間でも、年号を永禄に改める者と弘治を使い続ける者とで、対応が二分された[213][214]。三好氏と領国を接さない武田氏や北条氏、今川氏など東国の大名がすぐに永禄改元に従った一方で、三好氏と直接対峙しつつあった毛利氏は義輝に同調し、弘治の年号を使い続けた[106][213]。
- 義輝は朽木滞在中、三好長慶と政治面のみならず、宗教面でも争うことがあった。以下はその例である。
  - 天文24年（1555年）6月、義輝は石清水八幡宮の神官・田中家で発生した家督争いを調停し、当主の田中（西竹）教清が筑前の箱根宮にいることを怠慢として、家督を教清から東竹甲清に変更した[215]。ところが、翌年5月に長慶がこれに介入し、また教清も筑前から上洛して、自身が筑前にいたのは後奈良天皇の命によって箱根宮の遷宮を行っていたからであると松永久秀に訴えた[215]。そのため、12月に甲清から教清に家督を返還することで和談がなされ、義輝の命令は長慶によって覆される形となった[215]。
  - 天文14年（1545年）、出雲の尼子晴久が月山富田城で千部法華教読踊を催した際、地元の安来清水寺が後奈良天皇の命令を根拠として、それまでの鰐淵寺に代わる形で最上位の左座に座ろうとしたことで、両寺の間で相論が起こった[215][216]。その背景として、晴久が領国における宗教政策において、清水寺を取り立てることによって、出雲大社の本寺である鰐淵寺への統制を強めようとしたことにあった[215]。このときは座を定めずに済ませたが[92]、天文24年にこの問題が再燃すると、事態は晴久の思惑を超えて動き始めた[217]。両寺は延暦寺を通して朝廷に訴えたばかりか、鰐淵寺は義輝にも働きかけ[218]、弘治2年5月23日付で鰐淵寺理運の旨を晴久に伝える幕府奉行人連署奉書を獲得した[216]。ところが、朝廷は三問三答を経て、6月下旬に安来清水寺を左座とする後奈良天皇女房奉書を出した[216]。そのため、安来清水寺は晴久と同じ佐々木一族の六角義賢を、鰐淵寺は長慶をそれぞれ頼り、9月15日に長慶が後奈良天皇の命令を非難して、朝廷に再審を求めた[216][218]。その結果、11月13日に後奈良天皇は長慶の意見通りに裁許を覆して、鰐淵寺を左座とすることに決し、翌年には相論は沈静化していった[218][219]。義輝の朽木在在中、長慶は地方の訴訟にも関与し、二転三転した相論を決着させることで、将軍に代わる存在感を示していた[94][218]。

## 義輝殺害の理由・経緯
義輝が殺害された理由や殺害に至るまでの経緯に関しては諸説あり、未だ定説には至っていない。
- 山田康弘は、義輝の殺害に関して、義輝一族=義澄系足利氏の族滅を進めることによって、三好氏が擁立することになる義稙系足利氏に将軍家を統一し、半世紀以上にもわたる「二つの将軍家問題」に由来する政治的不安定を解消しようとする意図があったとする[221]。

- 小林正信は、義輝の殺害を計画的なものとし、義輝の生母や愛妾、義輝の末弟に至るまで殺害されていることから、その一族すべてを執拗に狙った三好氏らの用意周到さが垣間見え、偶発的なものではなかったと考察している[222]。また、御所への包囲は前日から密かに進められており、当日には周囲を完全に封鎖されていたと見るべきだ、とも述べている[222]。

- 山田邦明は、三好・松永側は実際に訴訟（要求）の取次を求めて御所を訪れたものの、取次の際の齟齬から両軍の衝突に発展してしまったもので、最初から義輝の殺害を計画していた訳ではないとする[223]。

- 柴裕之は、三好側の意図としては側近たちの排除を目的として政治的要求を行うために御所を包囲する、いわゆる「御所巻」と呼ばれるもので、それ自体はかつての観応の擾乱における足利直義失脚、康暦の政変における細川頼之失脚、文正の政変における伊勢貞親失脚と同じ性格であったが、フロイスの記述を信じればその要求は将軍の妻妾や側近の処刑を含むもので、義輝にとっては受け入れがたかった内容を含むものであったために、その要求を拒絶するために実力排除を試みた結果とみる[224]。

- 久野雅司は、義輝の殺害を、将軍の権威高揚に対して、三好氏の権威の再興をかけて行ったものであったとものと考察している[225]。「御所巻き」に関しては、『足利季世記』に「強訴と偽って」とあることから、義輝を欺くことが目的であったとしている[225]。

- 天野忠幸は、三好方が訴訟と号したのは表向きで、当初から義輝の殺害を目的としており、また政変は足利将軍家を義稙流に統一するために行ったものではなく、三好義継が足利将軍家にとって代わろうとするために起こしたと考察している[226]。義継の家督継承時、三好家中の結束が三好長慶や一門の相次ぐ死によって乱れており、義継は初陣として義輝を討つことで、三好本宗家の家督に相応しい存在であると示す必要があった、と天野は推測している[227]。天野は、義輝と三好方の緊張が高まる中での長慶の死により、将軍としての権威を回復しようとする義輝に対して、義継が先手を打ったと見ており、義輝殺害後に義重から義継に改名したことからも、そうした義継の意図を窺い知ることができるとしている[188]。

- 木下昌規は、最初から義輝の殺害が目的であれば、政治的要求を申次である進士晴舎に提出するという正規の手続きを取っている理由が不明であるとする反面、その政治的要求で処刑を求められた側近と妻妾の中に進士晴舎とその娘の小侍従局が含まれていたとすれば、交渉自体が成立する可能性が低く（特に晴舎は三好氏との取次であり、彼が義輝の面前で自害したことで「手切」とみなされて、戦いが始まっている）、殺害の意図の有無を推し量ることは難しいとしている[228]。

## 系譜
通説では、義輝の子女は一男三女とされ、娘のうち、長女は弘治2年（1556年）、次女は永禄7年（1564年）2月24日、三女は義輝が殺害される直前の永禄8年（1565年）4月17日に誕生した。次女と三女は『言継卿記』の誕生記事から、生母が小侍従局であることが判明している。宝鏡寺の住持を務めた伝山性賢と耀山聖口は、ともに義輝の娘だったと記録されている。 
息子は輝若丸のみが公式に記録されているが、非公式に義輝の息子といわれる人物が2名知られている。
- 細川藤孝の孫で熊本藩主となった忠利は、讃岐国高松藩生駒氏の下で閑居していた尾池義辰（玄蕃、義輝の遺児といわれる[注釈 7]）を探し出し熊本に迎えて、100石扶持を与えた。忠利は、熊本藩の客分・宮本武蔵とともに義辰を山鹿温泉の新築の御茶屋（別荘）に招くなどした。その長男の尾池伝右衛門は西山氏を名乗り、知行1,000石、比着座同列定席の家格にて奉行などを務め、子孫は明治に至る。
- 他の息子としては、義輝殺害の際に家臣に保護され、丹波国の波多野氏の下で養育されたという足利義高（出家して天誉）がいたと伝わる。

## 肖像・木像

### 肖像
- 肖像画

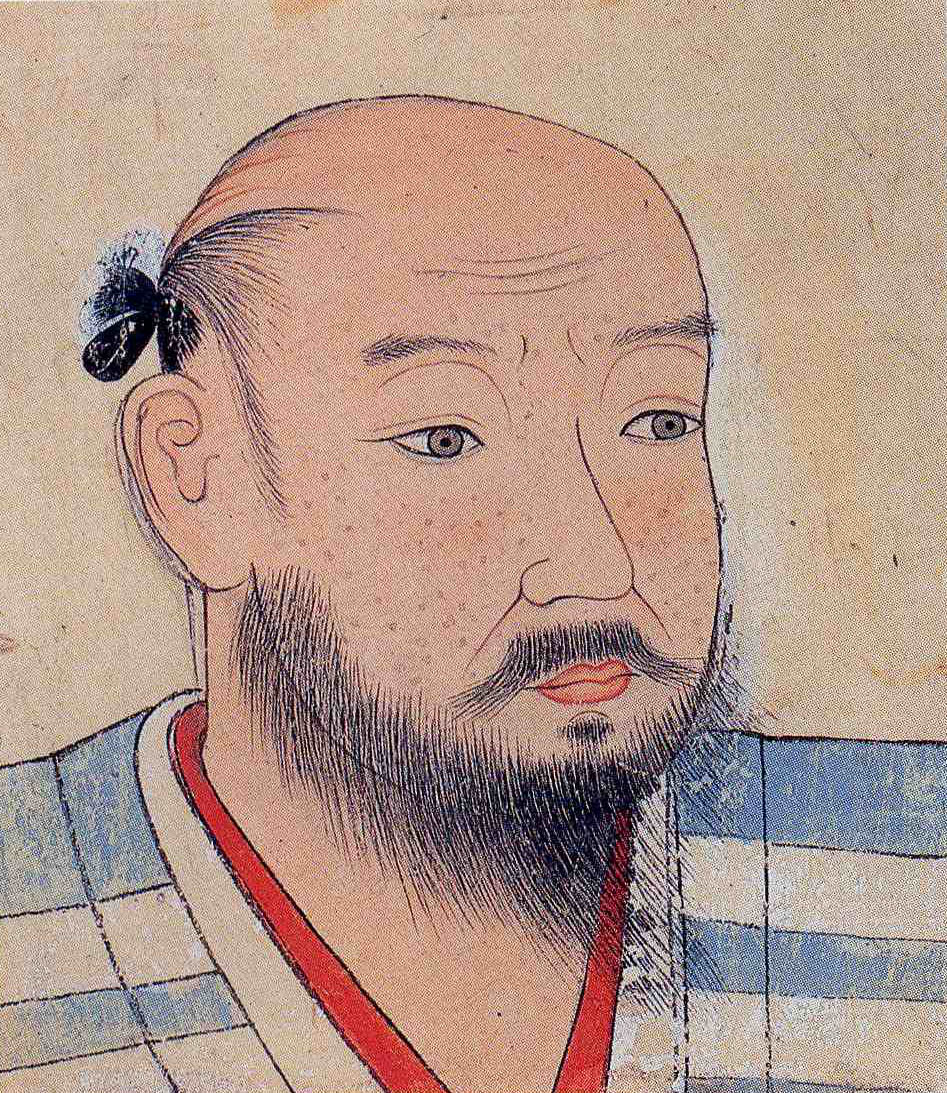
足利義輝像紙形（土佐光吉筆、京都市立芸術大学芸術資料館蔵）

  - 国立歴史民俗博物館本（直垂姿。重要文化財）
  - 真正極楽寺本（歴博本と同図様）
  - 光源院本（束帯姿）
  - 益田家本（束帯姿）

他に、源弐（土佐光吉）の写したという頭部の下絵（紙形）が京都市立芸術大学所蔵の土佐家資料の中に現存する。国立歴史民俗博物館本や真正極楽寺本は、これを粉本として制作されたと考えられている。この下絵には、頬の部分に疱瘡の痕（あばた）が残っており、時期は不明であるが、義輝が天然痘に感染した可能性も指摘されている。

### 木像
- 木像 - 等持院像、鑁阿寺像

## 墓所
法号は光源院融山道圓。供養塔が山口県山口市の俊龍寺にある。

## 偏諱を受けた人物
※ 矢印の示す人物は、左の偏諱を受けた者から「義」「輝」の字を与えられた子女・家臣を示す。

### 公家
- 日野輝資 →日野輝子

### 武家

#### 「義」の字
- 赤松義祐
- 朝倉義景
- 足利義氏
- 尼子義久
- 一色義龍
- 大内義長
- 相良義陽
- 島津義虎（晴久→義俊→義虎）
- 島津義久
- 宗義調
- 武田義信
- 武田義統
- 松永義久（久通→義久→久通、義輝殺害後に久通に戻す）
- 三好義興（慶興→義長→義興）→三好義資
- 三好義重（重存→義重→義継、義輝殺害後に義継に改名）→三好義兼、義茂
- 最上義光
- 六角義治

#### 「藤」の字
- 安威藤脩
- 足利藤氏
- 足利藤政
- 一色藤長
- 大舘藤安
- 朽木藤綱
- 小林藤宗
- 治部藤通
- 進士藤延
- 武田藤信
- 竹藤藤兼
- 筒井藤勝（のち藤政、順慶）
- 角田藤秀
- 長尾藤景
- 細川藤賢
- 細川藤孝（幽斎）
- 益田藤兼
- 松田藤弘
- 松田藤頼
- 三淵藤英（藤之→藤英）
- 山名藤幸

#### 「輝」の字
- 足利輝氏
- 荒川輝宗
- 一色輝清
- 一色輝季
- 一色輝範
- 一色輝元（輝光）
- 一色輝喜
- 上杉輝虎 （謙信）→長尾輝景
- 上野輝清
- 上野輝加（豪為）
- 江馬輝盛
- 大舘輝氏
- 大舘輝光
- 小野寺輝道（景道）
- 大内輝弘
- 太田垣輝延
- 小田輝長
- 片岡輝親
- 金山輝実
- 狩野輝茂
- 朽木輝孝
- 下津屋輝信
- 千秋輝季
- 武田輝信
- 伊達輝宗
- 富樫輝光
- 二階堂輝行（照行）
- 仁木輝綱（河端輝綱）
- 稗貫輝時（輝家、輝忠）
- 彦部輝信
- 細川輝賢
- 細川輝経
- 細川輝政（通政）
- 三上輝房
- 毛利輝元

## 関連作品

### 義輝を題材とした作品
小説
- 池宮彰一郎 『無明長夜の剣』（講談社『風塵』収録、1995年　※1998年文庫化）
- 宮本昌孝『剣豪将軍義輝』上、中、下（徳間文庫、2000年）
  - 上 鳳雛ノ太刀 ISBN 4198912475、中 孤雲ノ太刀 ISBN 4198912661、下 流星ノ太刀 ISBN 419891284X
- 宮本昌孝『義輝異聞 将軍の星』（徳間文庫、2003年） ISBN 4198918929
- 宮城賢秀『将軍義輝の死』（角川春樹事務所（ハルキ文庫）、2005年） ISBN 4758431809
- 木下昌輝『公方様の一ノ太刀』（光文社『戦国24時 さいごの刻』収録、2016年　※『戦国十二刻 終わりのとき』と改題し文庫化、2019年）
- 天野純希 『雲上の剣』（文藝春秋『乱都』収録、2020年　※2023年文庫化）

漫画
- 原作：宮本昌孝、漫画：東冬『大樹　剣豪将軍義輝』（徳間書店『月刊COMICリュウ』連載、2012年-2014年）
- とみ新蔵『卜伝と義輝～剣術抄～』（リイド社『コミック乱』連載、2018年-2019年）

舞台
- ‐もっと深く歴史を知りたくなるシリーズ
  - 舞台『剣豪将軍義輝～戦国に輝く清爽の星～』（前編）（2016年12月8日～14日 EXシアター六本木) 原作：宮本昌孝『剣豪将軍義輝』『義輝異聞 将軍の星』徳間文庫、演：染谷俊之
  - 舞台『剣豪将軍義輝～星を継ぎし者たちへ～』（後編）（2017年6月8日～18日 EXシアター六本木）原作：宮本昌孝『剣豪将軍義輝』『義輝異聞 将軍の星』徳間文庫、演：染谷俊之

楽曲
- 天月-あまつき-『明星の刃』（詞：長谷川澪奈/原田雄一/天月‐あまつき-/、曲：KoTa/原田雄一、2016年）舞台『剣豪将軍義輝～戦国に輝く清爽の星～』テーマソング
- 天月‐あまつき‐『未来の星命』（詞：長谷川澪奈/天月‐あまつき‐、曲：KoTa/原田雄一、2017年）舞台『剣豪将軍義輝～星を継ぎし者たちへ～』テーマソング

### 義輝が登場した作品
映画
- 室町御所 （1925年、演：中村賞三郎）
- 太閤記 藤吉郎出世飛躍の巻 （1936年、演：月美弥夫）

テレビドラマ
- 天と地と （1969年、NHK大河ドラマ、演：山本學）
- 国盗り物語 （1973年、NHK大河ドラマ、演：竹脇無我）
- 信長 KING OF ZIPANGU（1992年、NHK大河ドラマ、演：宮田恭男）
- 織田信長（1994年、テレビ東京新春ワイド時代劇、演：北大路欣也）
- 国盗り物語（2005年、テレビ東京新春ワイド時代劇、演：千葉哲也）
- 功名が辻（2006年、NHK大河ドラマ、演：山口祥行）
- 麒麟がくる（2020年、NHK大河ドラマ、演：向井理）

テレビアニメ
- 戦国妖狐（2024年、WHITE FOX、声：羽多野渉[235][236]）- 水上悟志による同名の漫画が原作。

ゲーム
- 戦国大戦（2010年、セガ・インタラクティブ、イラスト：碧風羽、声：浜田賢二）
- 戦国BASARAシリーズ（『4』『4 皇』に登場。カプコン、声：池田秀一）
- 英傑大戦（2022年、セガ、イラスト：まじ、声：小山力也）